# Gnaeus Servilius Geminus
Gnaeus Servilius Geminus, overleden op 2 augustus 216 v.Chr. nabij Cannae, was een Romeinse consul in 217 v.Chr. tijdens de Romeinse Republiek. Hij was een van hoogstgeplaatste Romeinen die sneuvelden in de Slag bij Cannae, waar het Romeinse leger vernietigend werd verslagen door Carthaagse veldheer Hannibal.

## Afkomst
Gnaeus Servilius Geminus stamde uit de patricische gens Servilia. Van zijn beschrijving in de Fasti Capitolini, een lijst van de belangrijkste ambten in de Romeinse Republiek, is alleen bewaard gebleven dat hij de kleinzoon was van ene Quintus Servilius. Publius Servilius Geminus, consul in 252 v.Chr. en 248 v.Chr., was waarschijnlijk zijn vader.

## Consulschap
Hij bekleedde in 217 v.Chr. het consulschap. Zelf patriciër zijnde was zijn medeconsul Gaius Flaminius een plebejer. Vanwege de inval van Hannibal in Italië begonnen ze meteen met het organiseren van hun legioenen; Servilius in Ariminum en Flaminius in Arretium. Hun taak was om te voorkomen dat Hannibals leger naar het zuiden kon trekken. Omdat ze relatief dicht bij elkaar in de buurt lagen konden de legioenen snel worden samengevoegd tot één strijdmacht. De Punische generaal koos echter vroeger dan de Romeinen hadden verwacht een route over de Apennijnen en verraste daarmee het leger van Flaminius, die op 24 juni 217 v.Chr. met ca. 15.000 van zijn manschappen sneuvelde in de Slag bij het Trasimeense Meer.
Toen Servilius te horen kreeg dat Hannibal Etrurië was binnengevallen vertrok hij onmiddellijk met zijn legioenen om zijn collega te hulp te schieten, maar hij kwam te laat. De 4.000 man cavalerie die hij vooruit had gestuurd werden door Hannibals cavaleriecommandant Maharbal verslagen. Terwijl Hannibal via Umbrië naar Picenum trok ontmoette Servilius in Narnia Fabius Maximus, die na de Romeinse nederlaag door het volk tot dictator was benoemd. Servilius droeg zijn legioenen aan Fabius over. Intussen had de Carthaagse vloot bij Cosa een konvooi Romeinse transportschepen veroverd, waarop Servilius door Fabius naar Ostia werd gestuurd om met de daar aanwezige schepen de Carthaagse vloot te achtervolgen en de Italiaanse kust te beschermen. Met 120 quinqueremen achtervolgde Servilius de Cathagers, die zich daarop terugtrokken naar Carthago. Servilius voer daarop naar Lilybaeum op Sicilië en van daaruit naar de Carthaagse Kerkenna-eilanden, waar hij van de bewoners een losgeld van tien talenten zilver eiste. Op de terugweg naar Sicilië veroverde hij het Carthaagse eiland Cossyra. Vanuit Lilybaeum keerde hij terug naar het Italiaanse vasteland, waar hij in Apulië samen met de vervangende consul Atilius Regulus het commando over de legioenen overnam van Fabius Maximus, wiens dictatorschap ten einde was gelopen.

## Slag bij Cannae
Na afloop van hun consulschap bleven Servilius en Regulus met een verlengd imperium in commando van hun legioenen tot Aemilius Paulus en Terentius Varro, de consuls van 216 v.Chr., zich bij hen voegden en de leiding overnamen. Servilius bleef als proconsul bij hen, terwijl de oudere Atilius waarschijnlijk terug naar Rome ging. Ondanks twijfels van Servilius en Paulus besloot Varro om Hannibal in een open gevecht tegemoet te treden. Met het destijds grootste Romeinse leger ooit, acht legioenen en hulptroepen, trad men de Carthagers tegemoet. Varro had het bevel over de linkervleugel, Paulus de rechtervleugel en Servilius het centrum. Met een klassieke tangbeweging wist Hannibal het Romeinse leger te omsingelen en grotendeels te vernietigen. Varro wist te ontsnappen, maar Servilius en Paulus vonden de dood.